# Ukrajinofobie

Ukrajinofobie znamená nepřátelský či nenávistný postoj k Ukrajině a Ukrajincům, který je často spojený se zpochybňováním práva na ukrajinskou státnost a sebeurčení ukrajinského národa. Nepřátelský postoj se vztahuje ke kultuře a historii ukrajinského národa, k ukrajinskému jazyku a ke všem projevům ukrajinské národní a kulturní identity.

## Ukrajinofobie v Česku
Podle agentury CVVM, která se dlouhodobě zabývá sympatiemi české veřejnosti k některým zemím, patří Ukrajina k nejméně populárním státům světa. Podle agentury STEM mělo v roce 2019 pozitivní vztah k Ukrajině pouze 29 % Čechů. Na politické scéně je protiukrajinský sentiment zastoupen především krajní pravicí (SPD) ale i krajní levicí (KSČM).